# Hsiaolina rhomboidalis
Hsiaolina rhomboidalis is een mosselkreeftjessoort uit de familie van de Cytherideidae. De wetenschappelijke naam van de soort is voor het eerst geldig gepubliceerd in 1979 door Hu.